# Unione Sportiva Trapani 1937-1938
Questa pagina raccoglie i dati riguardanti l'Unione Sportiva Trapani nelle competizioni ufficiali della stagione 1937-1938.

## Stagione
Nella stagione 1937-1938 il Trapani disputò il campionato di Prima Divisione Regionale, raggiungendo il 2º posto.

## Divise
Il colore sociale dell'Unione Sportiva Trapani è il granata
| Casa |

## Rosa
| N. |                   | Ruolo | Calciatore           |
| -- | ----------------- | ----- | -------------------- |
| 1  | Italia (bandiera) | P     | Figuccio             |
| 2  | Italia (bandiera) | D     | Enzo Basciano        |
| 3  | Italia (bandiera) | D     | Francesco Di Trapani |
| 4  | Italia (bandiera) | D     | Vito Bertini         |
| 5  | Italia (bandiera) | D     | Dal Canto            |
| 6  | Italia (bandiera) | C     | Todaro               |
| 7  | Italia (bandiera) | A     | Cernigliaro          |
| 8  | Italia (bandiera) | C     | Martinelli           |
| 9  | Italia (bandiera) | A     | Umberto Saura        |
| 10 | Italia (bandiera) | C     | Di Maggio            |

| N. |                   | Ruolo | Calciatore          |
| -- | ----------------- | ----- | ------------------- |
| 11 | Italia (bandiera) | A     | Gino Pipitone       |
| 12 | Italia (bandiera) | P     | Dino Chiarpotto     |
|    | Italia (bandiera) | D     | Raimondo Massa      |
|    | Italia (bandiera) | C     | Ferlito             |
|    | Italia (bandiera) | C     | Ficara              |
|    | Italia (bandiera) | A     | Salvatore Giliberti |
|    | Italia (bandiera) | -     | Bonafede            |
|    | Italia (bandiera) | -     | Botticelli          |
|    | Italia (bandiera) | -     | Grutta              |

## Risultati

### Campionato

#### Partite
| Trapani 28 novembre 1937, ore ??:?? UTC+1 1ª giornata                         | Trapani   | 7 – 1 | Sciacca | Campo degli Spalti |
| \| \| \| \| \| Pipitone Cernigliaro Di Maggio Martinelli \| Marcatori \| ? \| |           |       |         |                    |
|                                                                               |           |       |         |                    |
| Pipitone Cernigliaro Di Maggio Martinelli                                     | Marcatori | ?     |         |                    |

| Trapani 5 dicembre 1937, ore ??:?? UTC+1 2ª giornata     | Trapani   | 3 – 0 | Nissena | Campo degli Spalti |
| \| \| \| \| \| Martinelli Cernigliaro \| Marcatori \| \| |           |       |         |                    |
|                                                          |           |       |         |                    |
| Martinelli Cernigliaro                                   | Marcatori |       |         |                    |

| Palermo 1937, ore ??:?? UTC+1 3ª giornata | Palermo B | 4 – 2 | Trapani | Stadio Littorio |

| Trapani 1937, ore ??:?? UTC+1 4ª giornata | Trapani | ? – ? | Gloria | Campo degli Spalti |

| Agrigento 1938, ore ??:?? UTC+1 5ª giornata | Agrigento | ? – ? | Trapani | ? |